# Batz-sur-Mer
Batz-sur-Mer è un comune francese di 3 185 abitanti situato nel dipartimento della Loira Atlantica nella regione dei Paesi della Loira.

## Società

### Evoluzione demografica
Abitanti censiti